# Sunipia candida
Sunipia candida là một loài thực vật có hoa trong họ Lan. Loài này được (Lindl.) P.F.Hunt miêu tả khoa học đầu tiên năm 1971.